# خوسيلو (لاعب كرة قدم مواليد 1990)
خوسيه لويس غوميز أورتادو (بالإسبانية: José Luis Gómez Hurtado)‏ المعروف اختصاراً باسم خوسيلو هو لاعب كرة قدم إسباني في مركز الهجوم، ولد في 17 أغسطس 1990 في غرناطة في إسبانيا. لعب مع ريال جيان ونادي ألميريا ب ونادي ألميريا ونادي غرناطة ونادي قرطبة ونادي لورقة.

## وصلات خارجية
- خوسيلو على موقع قاعدة بيانات كرة القدم.إي يو (الإنجليزية)
- خوسيلو على موقع Soccerway.com (الإنجليزية)
- خوسيلو على موقع AS.com (الإسبانية)